# Feira do Livro do Porto
A Feira do Livro do Porto é um certame que se realiza anualmente, desde 1930, na cidade do Porto.
Foi organizada pela Associação Portuguesa de Editores e Livreiros (APEL), até 2012, tendo como objetivo estimular a leitura e promover a literatura portuguesa. Em 2014 a Câmara Municipal do Porto chamou a si a organização da feira, que este ano se realiza nos jardins do Palácio de Cristal, de 5 a 21 de setembro e que terá como tema "Liberdade e Futuro".
A feira tem passado, desde o seu início, por diversos locais da cidade do Porto, tais como os Jardins do Palácio de Cristal, a Avenida da Liberdade, a Praça do General Humberto Delgado, a Praça de Mouzinho de Albuquerque, o Pavilhão Rosa Mota, mas fixou-se, desde há alguns anos, na Avenida dos Aliados. Em mais de duas centenas de stands, editores e livreiros aí apresentam anualmente desde as últimas novidades até fundos de catálogo e restos de armazém, às vezes a preços quase simbólicos. No decorrer da feira há também, com frequência, espetáculos, concertos, lançamento de livros e sessões de autógrafos.
A Feira do Livro do Porto tem decorrido, em geral, entre os últimos dias de maio e os primeiros de junho.
Em 2013 a Feira do livro não se realizou pela primeira vez desde a sua primeira edição em 1930, depois de um diferendo entre o presidente da câmara Rui Rio e a Associação Portuguesa de Editores e Livreiros (APEL), depois do presidente da câmara se ter recusado a avançar com financiamento, e depois da associação se ter recusado a obter outros modos de financimaneto.
No ano de 2014, depois de novo desentendimento, agora entre o novo executivo camarário da cidade do Porto e a APEL, o novo presidente Rui Moreira decidiu realizar a Feira do Livro sob organização da câmara municipal. Ao contrário do habitual, a feira terá lugar no mês de Setembro nos jardins do Palácio de Cristal.
A Câmara Municipal do Porto anunciou em finais de julho de 2014 que a Feira do Livro do Porto será, também, um grande festival literário, tendo concebido um extenso programa cultural e de animação que inclui debates com autores conhecidos, sessões de "spoken words", exposições um ciclo de cinema e uma área infantil, com o apoio da Biblioteca Municipal Almeida Garrett e da Galeria Municipal.